# Zamek w Czchowie

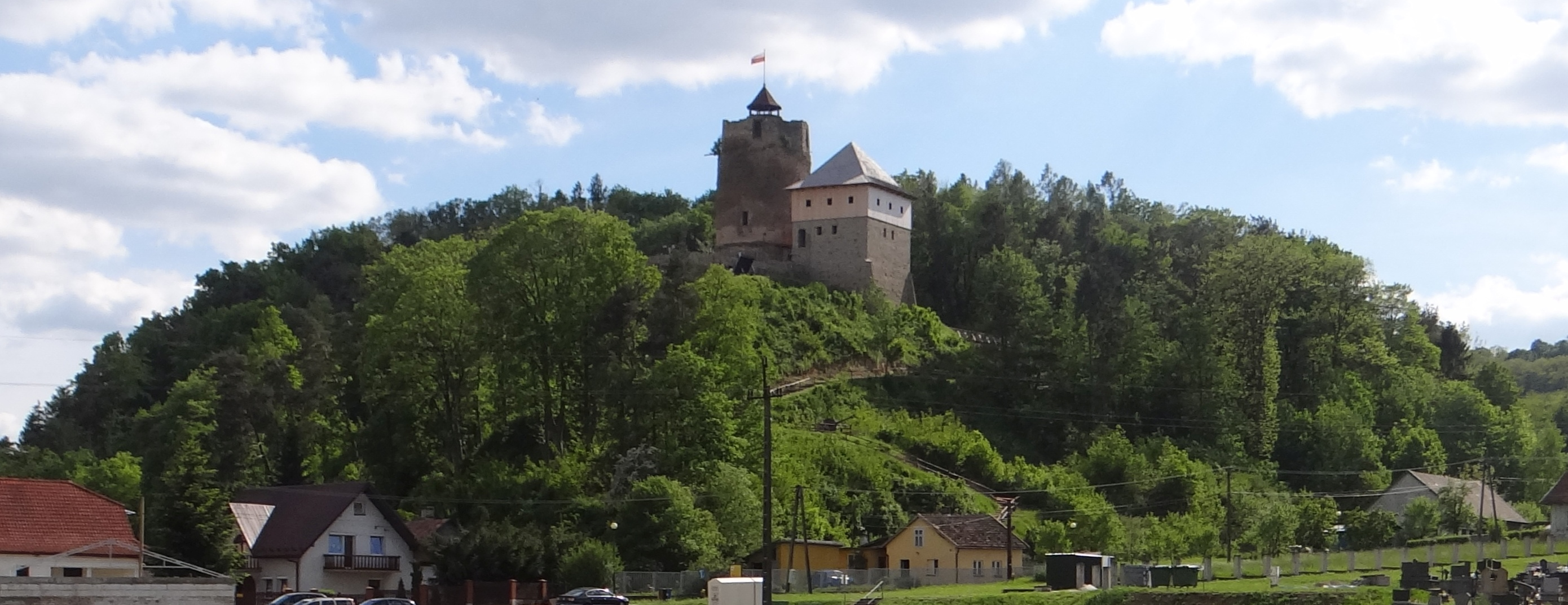
2020 r.

Zamek w Czchowie – ruiny zamku królewskiego z XIII–XIV wieku. Ruiny położone są w Czchowie na wzgórzu zwanym Baszta nad Dunajcem w powiecie brzeskim w województwie małopolskim. 

## Historia

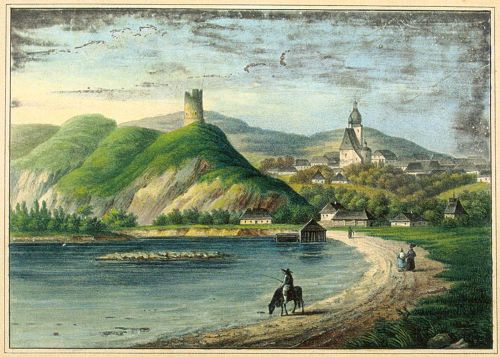
Zamek na rysunku A. Gorczyńskiego (ok. 1837)

Pierwsza fortyfikacja powstała w tym miejscu w 2. połowie XIII wieku. Składała się z murowanej wieży obronnej (stołpu) otoczonej przez fortyfikacje drewniane, które w kolejnych stuleciach były zastępowane przez mury obronne. Zamek powstał w tym miejscu by kontrolować szlak handlowy biegnący wzdłuż Dunajca i mieścił komorę celną dla towarów przywożonych z Węgier. Zamek w źródłach pisanych pojawia się po raz pierwszy w 1356 r. W XIV i XV wieku dobudowano wokół wieży mur obronny, bramę wjazdową i budynek mieszkalny, będący siedzibą starostów czchowskich. Na zamku mieścił się sąd ziemski. Zamek administracyjnie w drugiej połowie XVI wieku  położony był w powiecie sądeckim województwa krakowskiego. Od połowy XVII wieku zamek był opuszczony i zamieniał się w ruinę.
W drugiej połowie XVIII wieku w zachowanej do dziś wieży mieściło się więzienie; które zostało zlikwidowane po I rozbiorze Polski w 1772 roku.
Ruiny zamku w Czchowie są tematem jednej z litografii Macieja Bogusza Stęczyńskiego i rysunku Adama Gorczyńskiego.
Obecnie zachowała się jedynie częściowo zniszczona (bez górnej kondygnacji) wieża i odsłonięte przez archeologów fundamenty murów.

## Architektura
Głównym obiektem zamku była wolno stojąca, cylindryczna wieża o średnicy 12,5 m i wysokości ok. 20 m. Wybudowano ją w południowej części założenia zamkowego. Wzgórze obiegał mur obwodowy o grubości 1,2–2 m. Przy północno-wschodniej kurtynie znajdował się dom mieszkalny, od południa przylegała prostokątna sień. We wschodniej części muru znajdowała się wieża bramna, przez którą prowadził wjazd na zamek. Zamek zbudowano z piaskowca. 